# Szombathely
Szombathely (niem. Steinamanger, chorw. Sambotel, słoweń. Sombotel, słow. Kamenec) – miasto na zachodzie Węgier, nieopodal granicy z Austrią, siedziba władz komitatu Vas oraz powiatu Szombathely. Zajmuje powierzchnię 97,52  km² i w 2018 było zamieszkiwane przez 77 984 osoby (10. miejsce pod względem liczby mieszkańców na Węgrzech).

## Historia

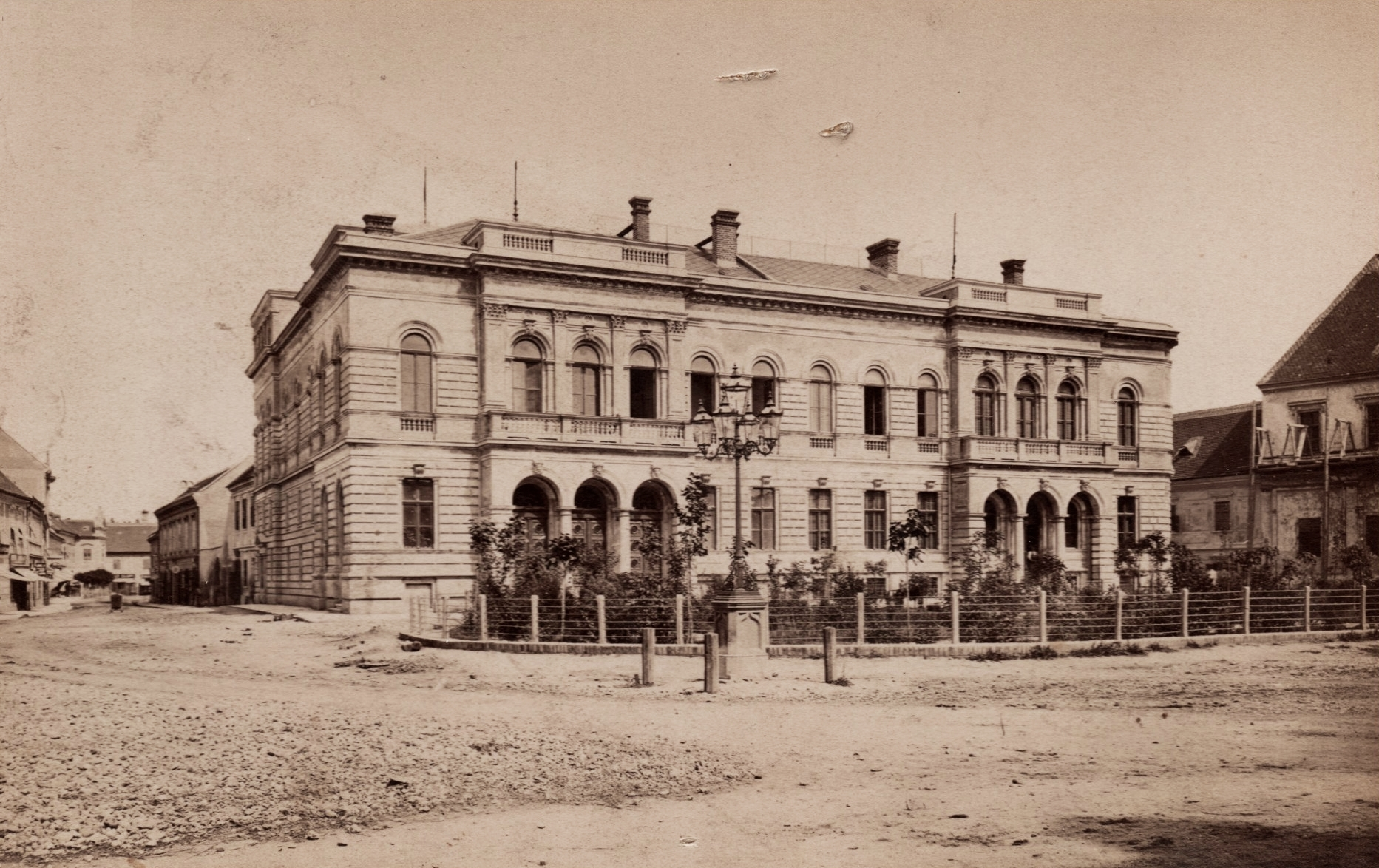
Teatr w Szombathely ok. 1900 r.

W czasach starożytnych miejsce to stanowiło punkt na traktach handlowych. Przebiegała tędy jedna z nitek szlaku bursztynowego. Czynnik ten zadecydował o założeniu w czasach cesarza Klaudiusza osiedla pod nazwą Colonia Claudia Savaria. W 107 r. stało się ono stolicą świeżo powołanej prowincji Panonia Górna. W 456 r. Savaria padła ofiarą trzęsienia ziemi. Przypuszczalnie od XI w. miasto podporządkowane było biskupstwu Győr. Reforma administracji kościelnej wyniosła w 1777 r. Szombathely do rangi stolicy nowo utworzonego biskupstwa. W II połowie XIX w. miasto zostało ważnym węzłem kolejowym, w którym zbiegały się linie z Wiednia do Zagrzebia i z Budapesztu do Grazu. Miasto poniosło duże zniszczenia podczas II wojny światowej (bombardowania 4 marca 1945). Pod gruzami znalazła się większa część tkanki urbanistycznej (w tym barokowe zabytki). 
W mieście prawdopodobnie urodził się Marcin z Tours.

## Zabytki
- Świątynia Izydy
- Kościół dominikanów pw. św. Marcina(inne języki), barokowy
- Katedra Nawiedzenia Najświętszej Maryi Panny, barokowo-klasycystyczna
- Kościół i klasztor franciszkanów(inne języki)
- Urząd komitacki (Megyeháza)
- Kolumna Trójcy Świętej na rynku
- Kościół ewangelicki
- Synagoga
- Dom narodzin węgierskiego malarza Gyuli Derkovitsa

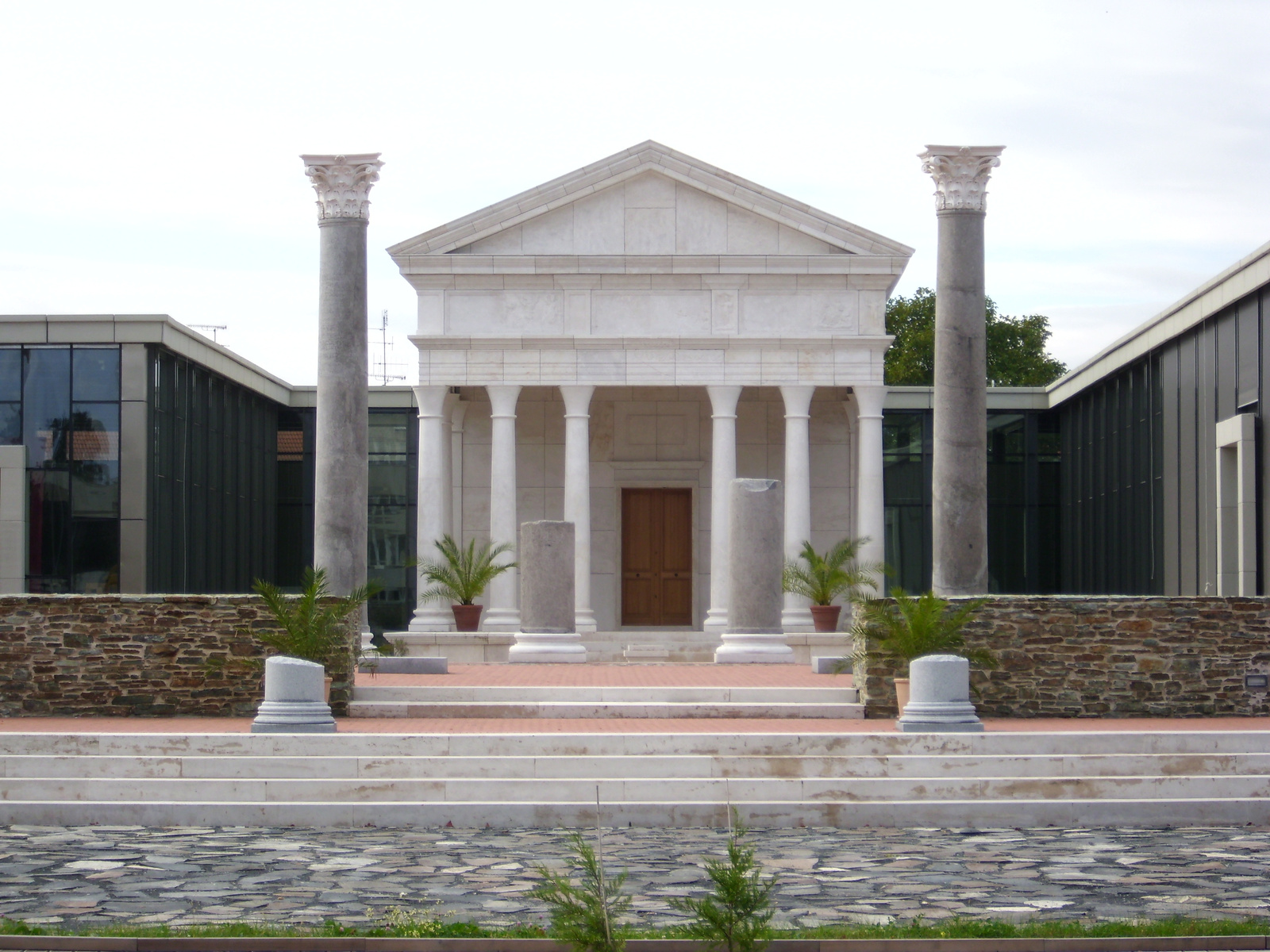
Świątynia Izydy
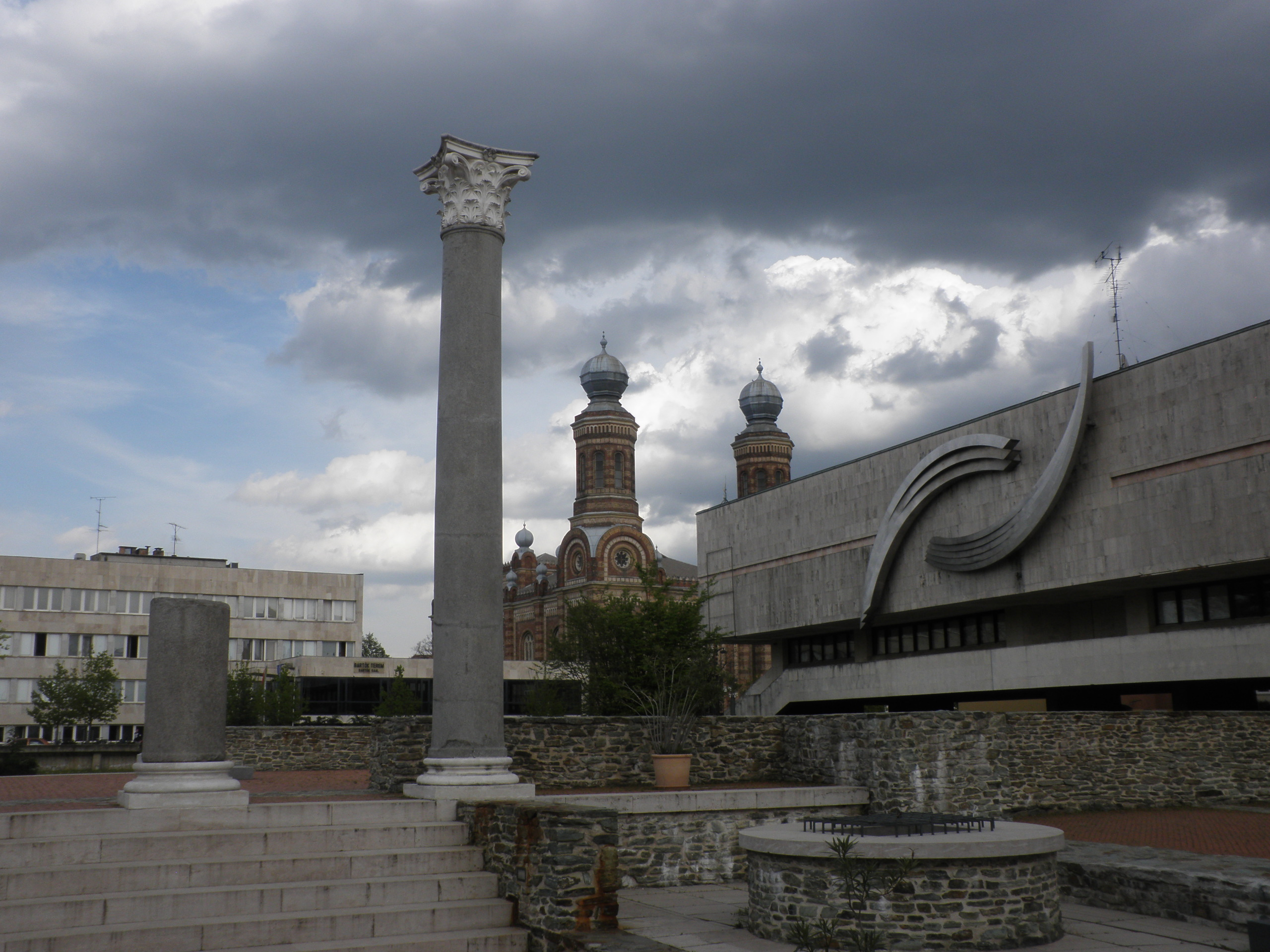
Galeria i synagoga (spojrzenie od świątyni Izydy)
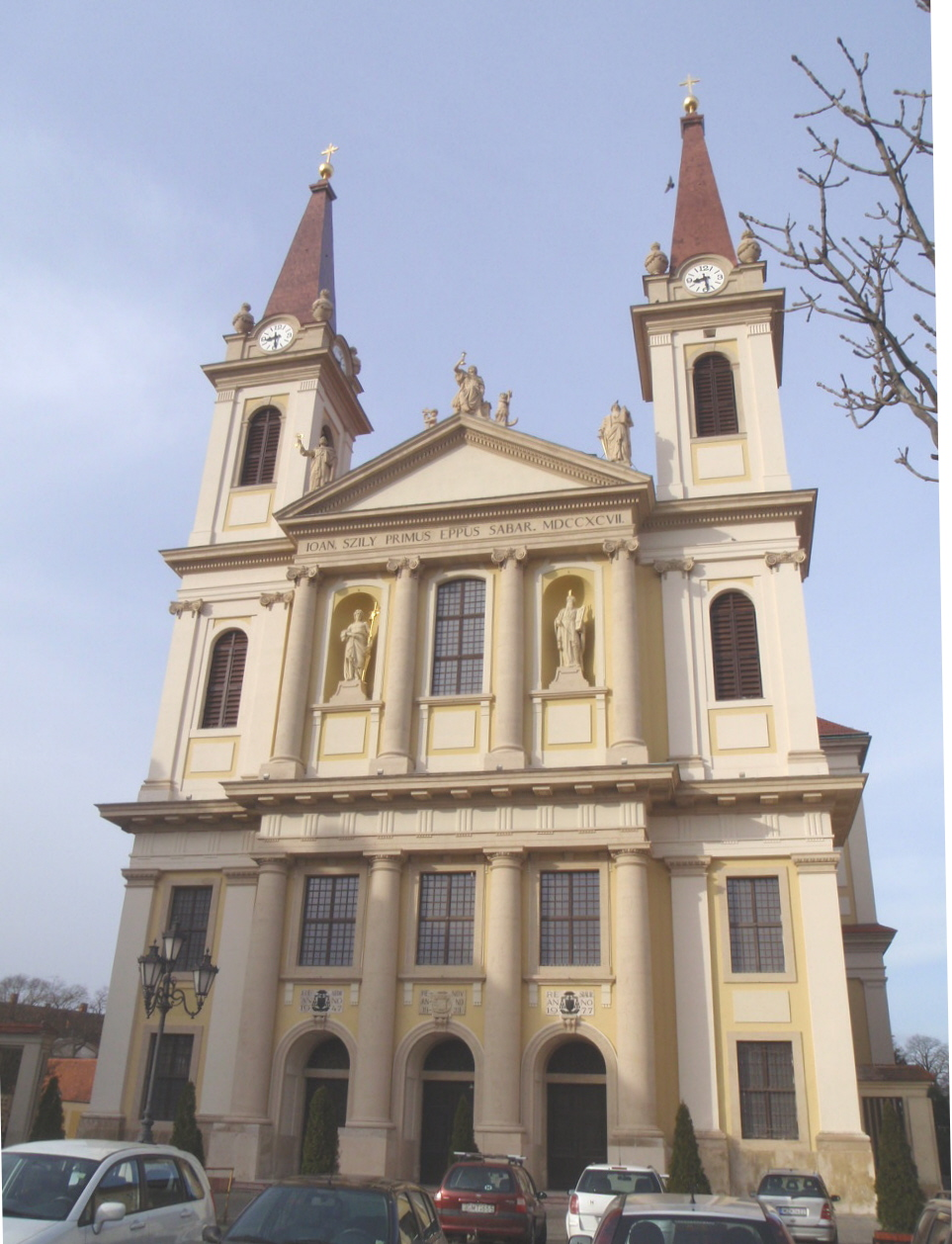
Katedra Nawiedzenia NMP
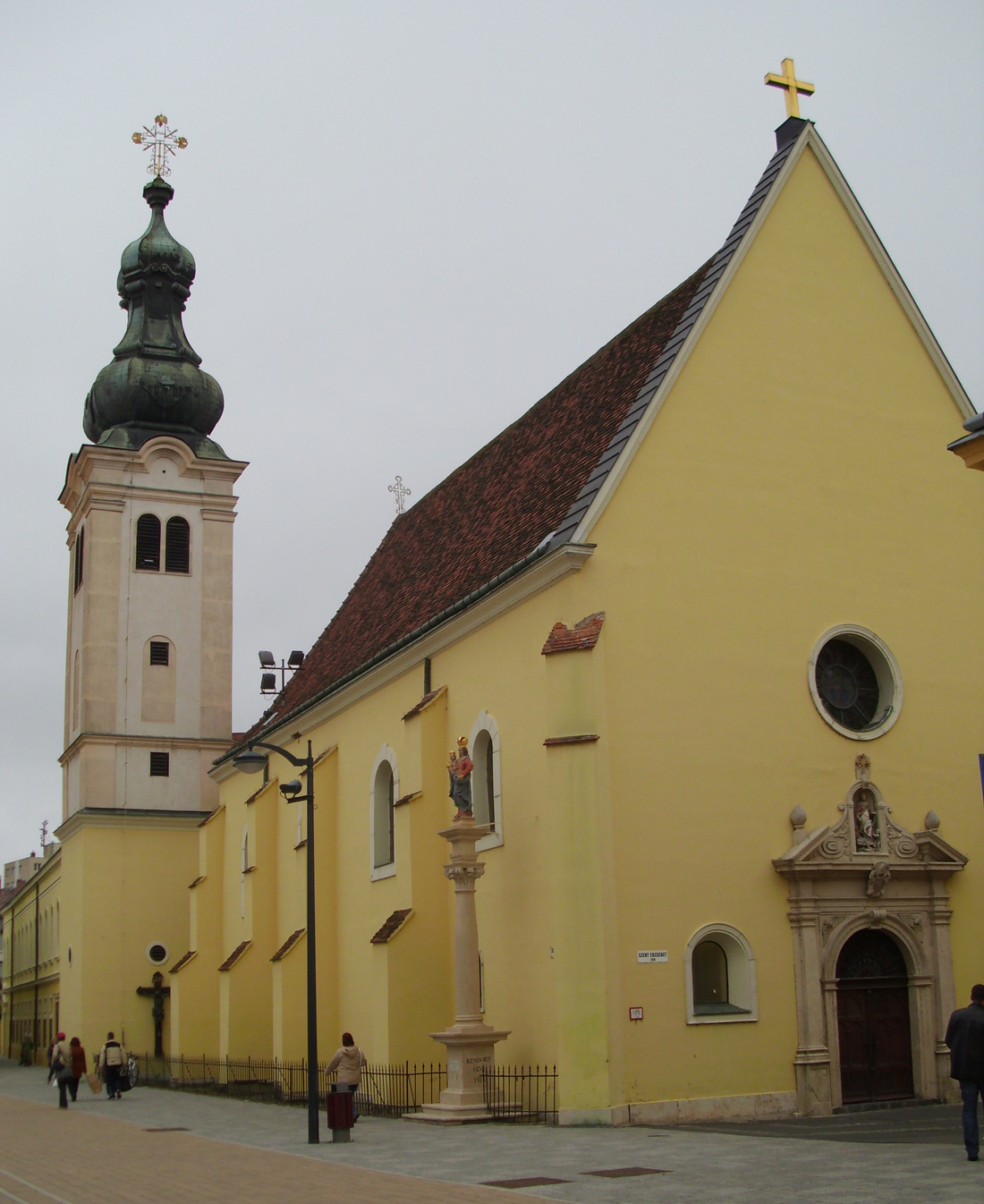
Kościół franciszkanów
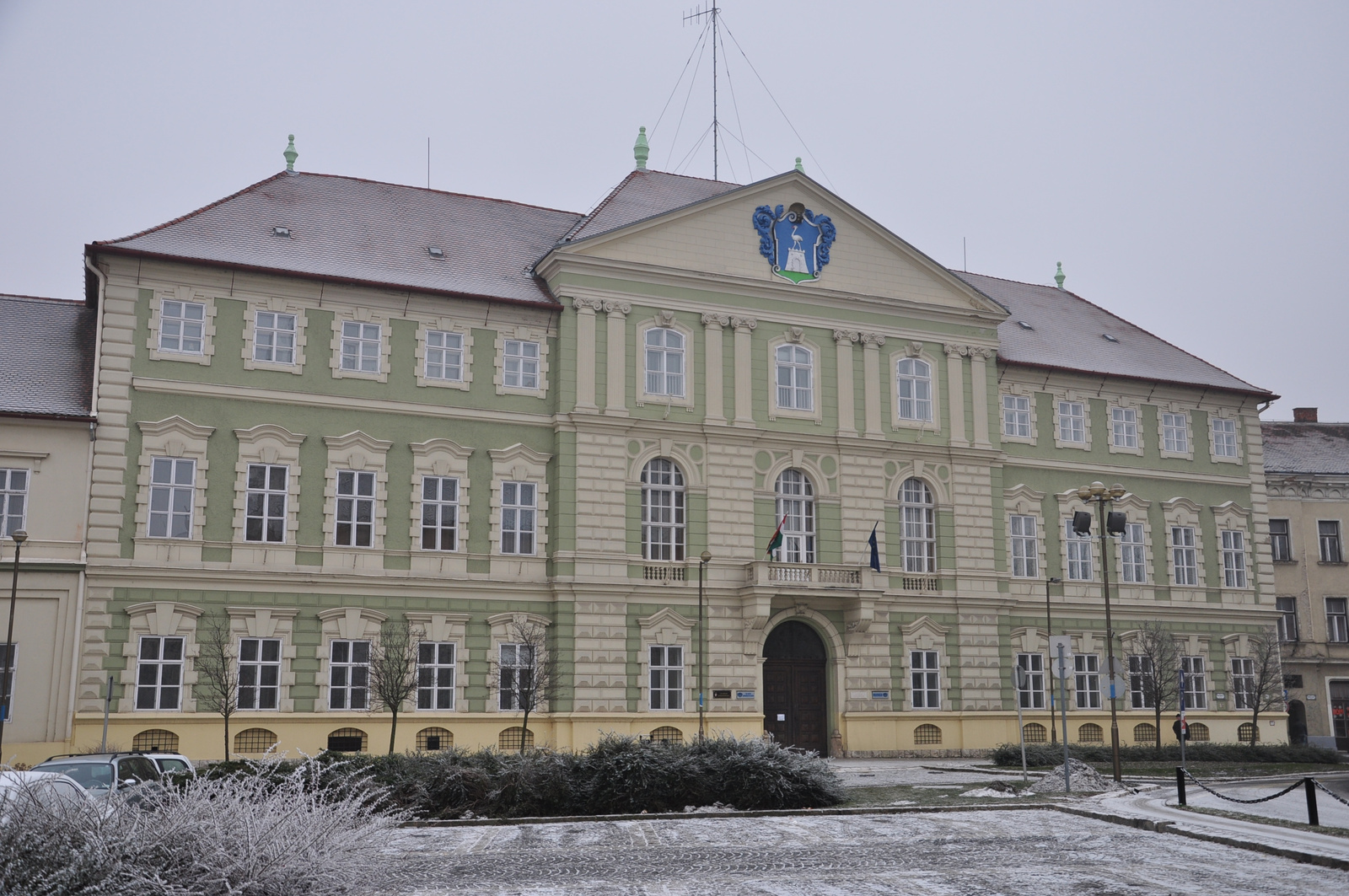
Urząd komitacki
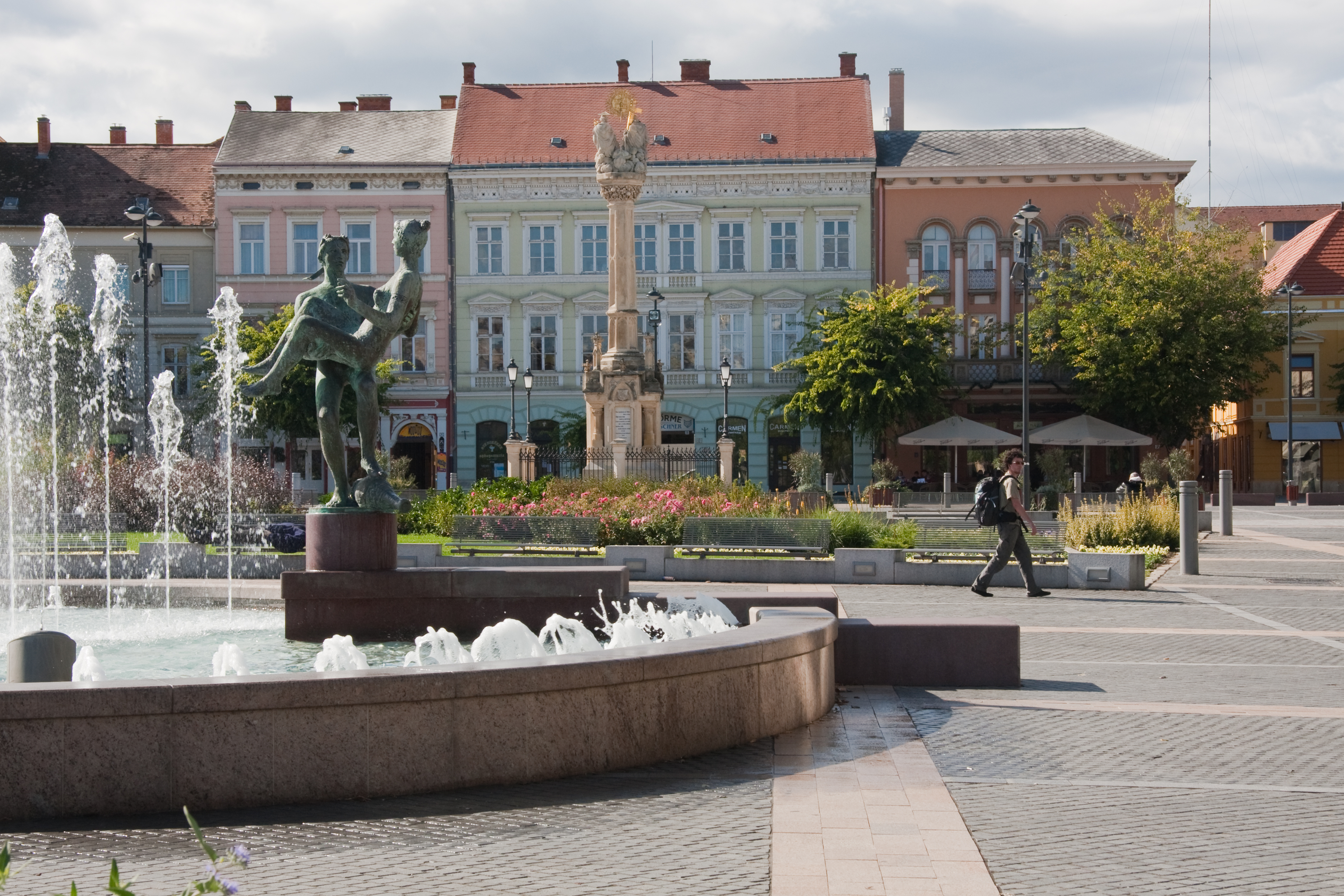
Fragment rynku z Kolumną Trójcy Świętej
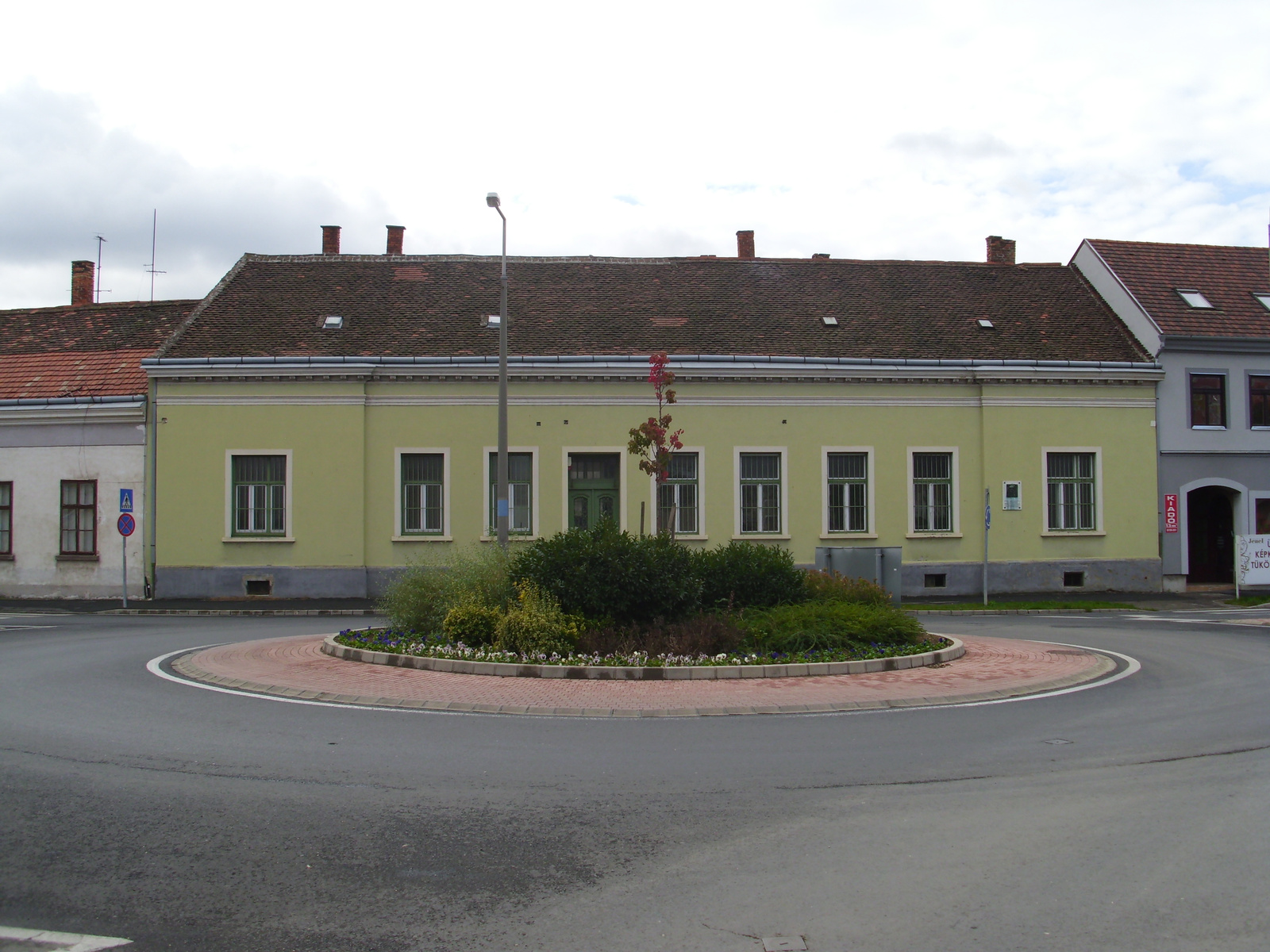
Dom narodzin Derkovitsa

## Kultura
W mieście działa Teatr im. Sándora Weöresa (Weöres Sándor Színház).

## Sport

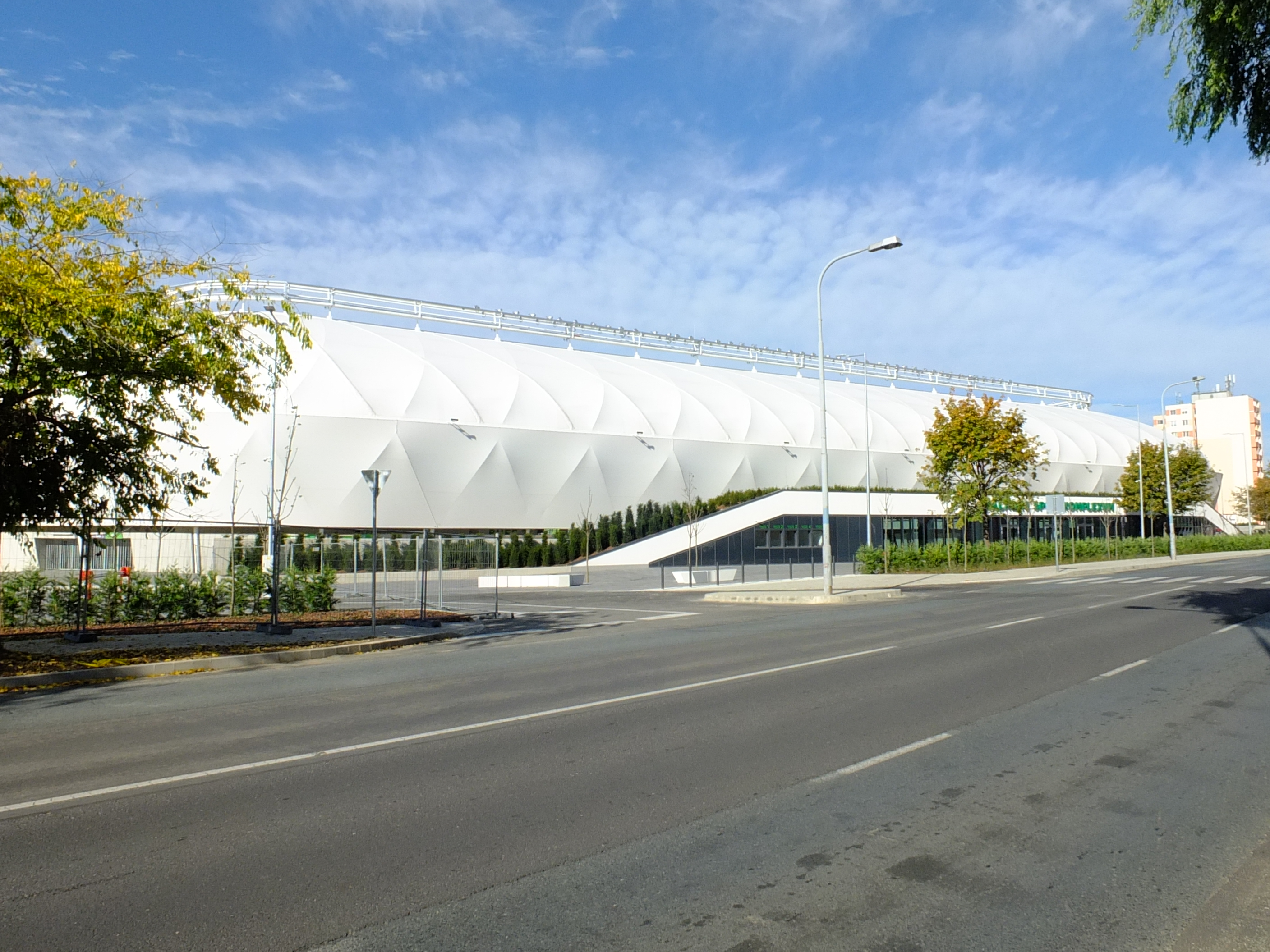
Stadion piłkarski

W mieście ma siedzibę klub piłkarski Szombathelyi Haladás, brązowy medalista ligi węgierskiej sezonu 2008/2009.

## Miasta partnerskie
- Ferrara, Włochy
- Kaufbeuren, Niemcy
- Lappeenranta, Finlandia
- Maribor, Słowenia
- Ramat Gan, Izrael
- Razgrad, Bułgaria
- Joszkar-Oła, Rosja